# 赫尔松军区
赫尔松军区（羅馬化：thema Chersōnos），原名及正式名称为克利马塔 （羅馬化：tá Klímata）是拜占庭帝国位于克里米亚南部的一个军区，首府为赫尔松。
军区正式建立于830年代早期，是黑海重要的商业中心。尽管城市于980年代被毁，但是军区很快就恢复并繁荣了起来，直至1204年拜占庭帝国被十字军分裂，之后成为了特拉比松帝国的一部分。

## 历史
该地区大约在6世纪查士丁尼一世时期为拜占庭控制，但在7世纪末期，大部分都被可萨人掌控。狄奥斐卢斯时期拜占庭重建了对当地的统治。传统认为赫尔松军区约在833/834年设为军区，但更近的研究将其建立与839年拜占庭为可萨人建造新的首都萨克尔联系起来，并与840/841年由建造萨克尔的工程师佩特罗纳斯·卡马特罗斯担任军区将军。其名称起初为克利马塔，但因其首府赫尔松的突出地位，大约在860年，官方文件中也开始出现了赫尔松军区的叫法。
该军区在拜占庭与可萨人的关系中发挥了重要作用，后来可萨汗国崩溃之后，其仍在与佩切涅格人及罗斯人的关系中有着重要地位。其在拜占庭帝国外交上的地位比其军事地位更甚，因为该军区的军事力量薄弱，主要由当地民兵组成。在945年与971年拜占庭与罗斯的条约中，后者承诺保护该地区以抵御伏尔加保加利亚。
在9至11世纪，赫尔松作为黑海的商业中心而变得十分繁荣，尽管城市于988/989年遭基辅大公弗拉基米爾摧毁。其迅速恢复，城市的防御工事重新建成并在在11世纪早期延伸至了港口。与此同时，在1016年格奥尔基乌斯被击败后，军区扩张到了克里米亚东部，其证据是1059年利奥·阿呂亞泰斯成为了“赫尔松和苏达亚将军”。但是这部分地区在11世纪末期落入了库曼人手中。12世纪的赫尔松几乎没有信息，表明这是一个相当平静的时期。至1204年第四次十字军东征攻破君士坦丁堡之时，军区尚在拜占庭手中，而后由分裂出的特拉比松帝国控制。

## 行政

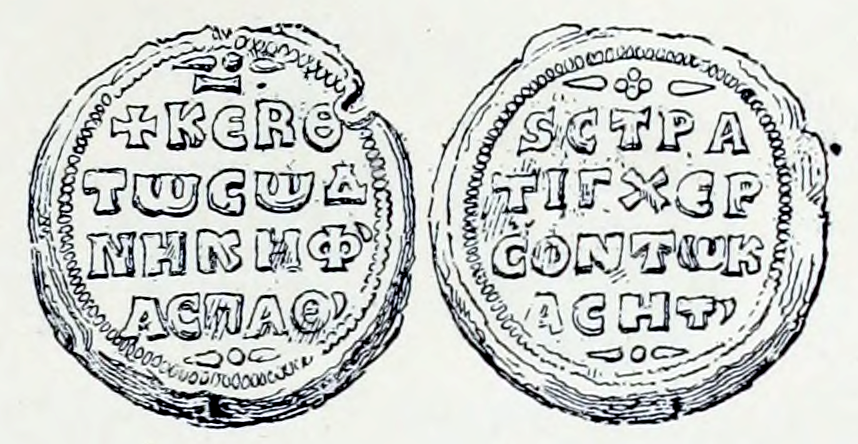
赫尔松军区“卫兵司令（protospatharios）”及“将军（strategos）”尼基弗鲁斯·卡西特拉斯（Nikephoros Kassiteras）的印信

赫尔松军区似乎是以典型的方式组织起来，拥有全套的军区官僚体系。但是下辖城市的政府仍旧保留了可观的自治权，例如赫尔松城便是由当地的执政官管理。赫尔松还保留了自行发行硬币的权利，并在米海尔三世时期恢复铸造，其在很长一段时间里是除君士坦丁堡之外唯一的省级铸币厂。帝国政府以联合统治的名义向城市领导官员每年支付津贴，也证明了其自治权。君士坦丁七世在《帝国行政论》中提出了应对当地将军出现叛变可能的建议，即停止支付补贴并搬迁到军区内的其他城市。11世纪末期，军区由督军（katepano）管理。

### 脚注
1. 1 2 3 4 5  Nesbitt & Oikonomides 1991，第182–183頁.
2. 1 2 3 4  ODB，"Cherson" (O. Pritsak, A. Cutler), pp. 418–419.
3. ↑  Pertusi 1952，第182–183頁.
4. 1 2 3  Papageorgiou 2008，Chapter 1 的存檔，存档日期2013-11-11.
5. ↑  ODB，"Klima" (A. Kazhdan), p. 1133.
6. ↑  Papageorgiou 2008，Chapter 3 的存檔，存档日期2013-11-11.
7. 1 2 3  Papageorgiou 2008，Chapter 4 的存檔，存档日期2013-11-11.
8. 1 2 3  Papageorgiou 2008，Chapter 2 的存檔，存档日期2013-11-11.

### 书籍
- 亚历山大·卡日丹 (编). . 牛津: 牛津大学出版社. 1991. ISBN 0-19-504652-8.
- Nesbitt, John W.; Oikonomides, Nicolas (编). . Washington, DC: Dumbarton Oaks Research Library and Collection. 1991  [2019-06-03]. ISBN 0-88402-194-7. （原始内容存档于2019-06-11）.
- Nystazopoulou-Pélékidou, Marie. . . Paris: Éditions de la Sorbonne. 1998: 567–579  [2019-06-03]. ISBN 9782859448301. （原始内容存档于2020-12-05）.
- Papageorgiou, Angeliki. . Encyclopaedia of the Hellenic World, Black Sea. Foundation of the Hellenic World. 2008  [2012-03-17]. （原始内容存档于2013-11-11）.
- Pertusi, A. . Rome: Biblioteca Apostolica Vaticana. 1952 （意大利语）.

44°40′34″N 34°03′47″E / 44.676°N 34.063°E